# Violência de gênero
A violência de gênero (português brasileiro) ou violência de género (português europeu) é um tipo de violência física ou psicológica exercida contra qualquer pessoa ou grupo de pessoas sobre a base de seu sexo ou gênero que impacta de maneira negativa em sua identidade e bem-estar social, físico ou psicológico. De acordo com a Organização das Nações Unidas, o termo utiliza-se "para distinguir a violência comum daquela que se dirige a indivíduos ou grupos sobre a base de seu gênero", constituindo numa violação dos direitos humanos; tal enfoque é compartilhado pelo Human Rights Watch em diversos estudos realizados durante os últimos anos.
A violência de gênero apresenta diferentes manifestações, como atos que causam sofrimento ou dano, ameaças, coerção ou outra privação de liberdades. Estes atos manifestam-se em todos os âmbitos da vida social e política, entre os que se encontram a própria família, o Estado, a educação, os meios de comunicação, as religiões, o mundo do trabalho, a sexualidade, as organizações sociais, a convivência em espaços públicos, a cultura, etc.
Existe consenso com respeito a que a maioria das vítimas da violência de gênero são mulheres e meninas, enquanto historicamente os homens estariam sub-representados nas estatísticas; outros estudos afirmam que a população LGBT também estaria sub-representada e inclusive, alguns grupos mostrariam maior prevalência a nível comparado. A ONU Mulheres adverte sobre o erro habitual de considerar a expressão "violência de gênero" como sinônima da expressão «violência contra a mulher», assinalando que o conceito de violência de gênero é mais amplo e tem como fim destacar a dimensão de gênero na subordinação da mulher na sociedade e sua vulnerabilidade em frente à violência, que é dirigida contra qualquer pessoa que não respeite os papéis que uma sociedade determinada lhe impõe a homens e mulheres, razão pela qual também homens e meninos podem ser vítimas da violência de gênero, especialmente da violência sexual.
Dentro da noção de violência de gênero incluem-se atos como estupro, prostituição forçada, discriminação trabalhista, o aborto seletivo por sexo, violência física e sexual contra pessoas que exercem a prostituição, infanticídio com base ao gênero, castração parcial ou total, mutilação genital feminina,  tráfico de pessoas, violações sexuais em guerras ou situações de repressão estatal, assédio e abuso sexual —entre eles o assédio de rua —, padrões de assédio ou abuso  em organizações masculinas, ataques homofóbicos e transfóbicos para pessoas ou grupos LGBT, o encobrimento e a impunidade dos crimes de gênero, a violência simbólica difundida pelos meios de comunicação de massas, entre outros.

## Características específicas
A violência de gênero apresenta diversas características diferentes a outros tipos de violência interpessoal, e normalmente associa-se a violência contra a mulher, ainda que não são sinônimos devido a amplitude que abarcam as diferentes formas de violência e a que nem todos os estudos se focam nas definições, identidades e relações de gênero; dessa forma, não é toda a violência contra a mulher que pode se identificar como violência de gênero, já que o termo faz referência àquele tipo de violência que tem suas raízes nas relações de gênero dominantes existentes numa sociedade, pelo que é habitual que exista certa confusão ao respeito e portanto, existe certa falta de consenso.
Por outra parte, alguns autores equipassem-na com a violência marital, termo mais dimensionado que a violência de gênero: este último "é um problema muito amplo e que não só abarca as relações de casal", e tal equivalência destes conceitos traria consequências negativas para as mulheres que requerem recursos institucionais de apoio. No caso das relações entre pessoas do mesmo sexo, a violência de gênero —no contexto da violência de casal— poderia ocultar-se "sob o manto da heteronormatividade".
Ademais, também tende a confundir com a violência doméstica, termo mais restrito que, ainda que está intimamente relacionado, inclui a violência "no terreno da convivência familiar ou assimilada, por parte de um dos membros contra outros, contra algum dos demais ou contra todos eles", e onde se incluem além das mulheres, a meninos, idosos e inclusive meninos. Para alguns juristas, ambos os termos são "confusamente utilizados em grande parte dos estudos jurídicos e inclusive das leis ou normas que se encarregaram de sua regulação". Algumas investigações utilizam "violência de gênero no ambiente familiar" com o fim de diferenciá-la.

## Conceito

### Gênero
É complexo determinar a evolução teórica do termo "gênero" nas ciências sociais, expressão derivada do anglicismo gender. A categoria de gênero teria suas raízes nos debates antropológicos e sociológicos da primeira metade do século XX que indicavam que a conduta humana era aprendida e não se encontrava predefinida pelos genes, enquanto a inserção do conceito dentro do campo das ciências sociais seria posterior. Tais debates precederam a "medicalização do sexo" que ocorreu aproximadamente entre 1885 e 1910, fase onde apareceu "uma nova forma de entender e falar sobre a sexualidade humana", perspectiva nova que se afastava dos julgamentos meramente práticos dos atos sexuais — prole, prazer, o socialmente aceitável—, e que nascia conjuntamente com a psicologia e psiquiatria, pelo que as vozes autorizadas para falar de sexualidade provinham do mundo médico. Foi nesta época onde se começou a utilizar termos tais como «homossexual» e «heterossexual».
A distinção entre o medicalizado "sexo" e a categoria psicológica «género» apareceu a partir da segunda metade do século XX. Um dos primeiros autores que teria utilizado tal termo num sentido diferente ao gramatical foi John Money em 1955 para referir aos comportamentos associados à identidade masculina e feminina das pessoas, onde interviriam factores sociobiológicos; anos mais tarde —em 1963— Robert Stoller seria quem introduziria a distinção sexo/gênero no 23º Congresso Psicoanalítico Internacional de Estocolmo depois de procurar "uma palavra para poder diagnosticar aquelas pessoas que, por mais que possuíam um corpo de homem, se sentiam mulheres", se constituindo no primeiro autor que contrastou explicitamente os termos com o fim de precisar o conceito de identidade de gênero com respeito ao termo identidade sexual, que em sua opinião era mais ambíguo. Parte da visão de Ralph Greenson teria influenciado a concepção Stolleriana.
O auge dos estudos feministas na década de 1970 apropriou-se da visão que Stoller desenvolveu, e começou a impulsionar no mundo anglo-saxão o termo gender desde um ponto de vista específico das diferenças sociais e culturais, em oposição às biológicas existentes entre homens e mulheres; aqui podem-se encontrar os trabalhos de Kate Millett, Germaine Greer, Ann Oakley e Nancy Chodorow, entre outras.
Logo, ao falar de gênero está a remeter-se a uma categoria relacional e não de uma simples classificação dos sujeitos em grupos identitários, pelo que este "guarda relação com as diferenças sociais entre homens e mulheres em qualquer sociedade".

### Violência
A violência é um conceito de múltiplas dimensões e conotações, que de acordo à Organização Mundial da Saúde inclui "o uso intencional de força, poder físico, ou ameaças, contra si mesmo, outra pessoa, ou contra um grupo ou comunidade, cujo resultado desemboca com alta probabilidade em lesões, morte, sequelas psicológicas, ou mau comportamento». Os estudos que abordam a este tema utilizam diversos termos para fazer alusão a ela, tais como agressão, conflito, delinquência, desordens de conduta, comportamento criminoso, comportamento antissocial, violência ou outros; ademais, remetem a variadas teorias multidisciplinares, que têm tentado definir desde sua ótica, se o comportamento violento é constitutivo do ser humano ou nasce da influência da cultura.
A Associação Americana de Psicologia assinala que a diversa evidência existente sugere que a violência é um comportamento aprendido, o que não significa que fatores psicológicos ou temperamentais não estejam relacionados com a manifestação de um comportamento agressivo ou violento, mas que, para muitos indivíduos, a violência está subordinada a um conjunto de normas socioculturais e expectativas de papéis que deve ter uma pessoa na sociedade.